# 장유중학교
장유중학교(長有中學校)는 대한민국 경상남도 김해시 신문동에 위치한 사립 중학교로, 미군정 조선 시대 말기 때였었던 1947년 12월 26일에 경남김해장유고등공민학교로 첫 개교되었다.

## 학교 연혁
- 1947년 12월 26일 : 장유고등공민학교 개교
- 1950년 4월 15일 : 재단법인 장유학원 설립인가, 초대 이사장 김삼두 취임
- 1951년 6월 12일 : 장유중학교 설립인가(3학급), 초대 교장 김신도 취임
- 1972년 4월 13일 : 본관 3층 완공
- 1987년 11월 5일 : 3층 2교실 증축
- 2004년 5월 28일 : 급식소 신축
- 2005년 7월 21일 : 체육관(반룡관) 준공
- 2008년 3월 1일 : 교과교실제 자율운영
- 2009년 8월 3일 : 교육과학기술부 '교육과정 혁신학교' 지정
- 2009년 6월 16일 : 김용직 제4대 이사장 취임
- 2010년 9월 16일 : 신관 준공(교과교실제 운영)
- 2017년 2월 3일 : 급식소 개소
- 2020년 3월 1일 : 제갈중순 제10대 교장 취임
- 2022년 2월 21일 : 경남형 역사관 학교공간혁신사업 복합문화공간 준공
- 2023년 3월 2일 : 2023학년도 입학식(6학급 179명)
- 2024년 1월 8일 : 제74회 졸업식(졸업생 160명, 누계 13,421명)

## 참고 자료
- 장유중학교 - 한국교육학술정보원 학교알리미